# Ivar Virgin (1872–1935)
Ivar Virgin, född 29 april 1872 i Skövde, död 8 december 1935, var en svensk maskiningenjör och ämbetsman.

## Biografi
Virgin utexaminerades från Kungliga Tekniska högskolans avdelning för maskinbyggnadskonst 1895, tillträdde 1897 ordinarie tjänst vid Statens Järnvägar som underingenjör, var 1904–1907 tf. byrådirektör vid maskinbyrån, 1906–1907 maskiningenjör vid 1:a distriktet, 1907–1912 byrådirektör vid maskinbyrån, 1912 distriktschef vid 5:e distriktet i Luleå, 1913 vid 2:a distriktet i Göteborg och var slutligen 1914–1932 överdirektör och souschef vid Statens Järnvägar.
Virgin var från 1914 ordförande i direktionen för Statens Järnvägars änke- och pupillkassa och från 1921 ledamot i styrelsen för Kungliga Tekniska högskolan. Han var ledamot av 1912 års kommitté för undersökning rörande vissa personal- och befordringsförhållanden vid Statens Järnvägar, av Statens handelskommission 1916–1917 och av Statens bränslekommission 1918–1920.
Ivar Virgin tillhörde den adliga ätten Virgin. Han var son till överste Ivar Virgin och Hedvig född af Klint. Ivar Virgin gifte sig första gången 1903 med grevinnan Elin Sparre, dotter till Gustaf Sparre, som avled 1911. Han gifte sig andra gången 1914 med Ida Gadd (1879–1945), dotter till generalen Hemming Gadd och Ida Benedicks. I första äktenskapet föddes sonen Ivar och i det andra sonen Hemming. Ivar Virgin är begravd på Ova kyrkogård.

## Utmärkelser
- Kommendör av första klassen av Vasaorden, 6 juni 1924.[1]
- Kommendör av andra klassen av Vasaorden, 6 juni 1917.[2]
- Riddare av första klassen av Vasaorden, 1910.[3]
- Kommendör av andra klassen Nordstjärneorden, 18 december 1920.[4]
- Riddare av Nordstjärneorden, 1915.[5]
- Kommendör av andra graden av Danska Dannebrogorden, tidigast 1925 och senast 1928.[6][7]
- Riddare av tredje klassen av Preussiska Röda örns orden, senast 1915.[8]
- Kommendör av andra klassen av Norska Sankt Olavs orden, tidigast 1921 och senast 1925.[6][9]